# فرمانت (یوتا)
فرمانت (به انگلیسی: Fremont) یک منطقهٔ مسکونی در ایالات متحده آمریکا است که در شهرستان وین، یوتا واقع شده‌است. فرمانت ۴٫۵ کیلومتر مربع مساحت و ۱۴۵ نفر جمعیت دارد و ۲٬۲۰۰٫۰۷ متر بالاتر از سطح دریا واقع شده‌است.